# Piotr Chrapkowski
Piotr Paweł Chrapkowski, más conocido como Piotr Chrapkowski, (Kartuzy, 24 de marzo de 1988) es un exjugador de balonmano polaco que jugaba de lateral derecho. Su último equipo fue el SC Magdeburg. Fue un componente de la selección de balonmano de Polonia.
Con la selección ganó la medalla de bronce en el Campeonato Mundial de Balonmano Masculino de 2015.
Con el Kielce ganó la Liga de Campeones de la EHF 2015-16, la primera de la historia del club polaco.

## Palmarés

### Selección nacional
| Campeonato Mundial | Campeonato Mundial | Campeonato Mundial | Campeonato Mundial |
| Año                | Lugar              | Medalla            |                    |
| ------------------ | ------------------ | ------------------ | ------------------ |
| 2015               | Catar              | Medalla de bronce  |                    |

### Wisla Plock
- Liga de Polonia de balonmano (1): 2011

### Kielce
- Liga polaca de balonmano (4): 2014, 2015, 2016, 2017
- Copa de Polonia de balonmano (4): 2014, 2015, 2016, 2017
- Liga de Campeones de la EHF (1): 2016

### SC Magdeburg
- Liga Europea de la EHF (1): 2021
- Liga de Alemania de balonmano (2): 2022, 2024
- Copa de Alemania de balonmano (1): 2024
- Campeonato Mundial de Clubes de Balonmano (3): 2021, 2022, 2023
- Liga de Campeones de la EHF (1): 2023

## Clubes
- AZS AWFiS Gdansk (2006-2010
- Orlen Wisła Płock (2010-2013)
- Vive Tauron Kielce (2013-2017)[5]
- SC Magdeburg (2017-2024)[6]